# Desaparición de Dannette y Jeannette Millbrook
Dannette Latonia Millbrook y Jeannette Latrice Millbrook son dos hermanas gemelas afroamericanas (Augusta, Georgia; 2 de abril de 1974) estadounidenses que desaparecieron en marzo de 1990, cuando ambas tenían 15 años de edad. Las gemelas fueron vistas por última vez cerca de una gasolinera ubicada entre 12th Street y Martin Luther King Jr. Boulevard, en su ciudad natal, en torno a las 16:30 hora local. Su caso, cerrado en 1991, fue reabierto en 2013.

## Desaparición
El 18 de marzo de 1990, Dannette y Jeannette Millbrook se dirigieron a pie a la iglesia presbiteriana local Christ Presbyterian Church, en Laney Walker Boulevard. Cuando regresaron, informaron a su madre, Louise, de que un hombre en una furgoneta las había seguido durante parte de su paseo. No se supo nada más de este hombre.
Más tarde ese mismo día, las gemelas fueron a casa de su padrino para pedirle dinero para el autobús urbano que las llevaría a la escuela la semana siguiente, ya que las adolescentes y su familia se habían mudado recientemente a un nuevo apartamento más alejado de la escuela. Después de recibir los 20 dólares para el billete de autobús y un poco más para la merienda, las adolescentes fueron a casa de su prima y le pidieron que las acompañara a casa. La madre de la prima no le permitió acompañar a las gemelas porque pronto anochecería. Después de visitar a su prima, hicieron una parada en casa de su hermana mayor y se quedaron unos quince minutos. También pidieron a su hermana mayor que las acompañara, pero se negó a hacerlo porque acababa de dar a luz. Tras su desaparición, los familiares consideraron inusual que las gemelas pidieran compañía en varias ocasiones durante el camino de vuelta a casa ese día.
A continuación, continuaron hasta una gasolinera local, donde compraron patatas fritas, caramelos y refrescos. La dependienta, Gloria, conocía a las gemelas y no recordaba nada fuera de lo normal en su comportamiento. Fue la última persona que vio a Dannette y Jeannette.
Jeannette fue vista por última vez vistiendo una camisa azul sobre un jersey de cuello alto blanco con una falda beige, medias blancas y zapatillas blancas. En el momento de su desaparición, media 1,70 m y pesaba 75 kg. Dannette fue vista por última vez vistiendo una camisa blanca con una imagen de Mickey Mouse, vaqueros blancos y zapatillas negras. Se la describió como "de piernas arqueadas". Ambas llevaban pendientes en las orejas, el pelo largo hasta los hombros y peinado con rizos Jheri, y tenían una cicatriz cerca del ombligo de una operación realizada poco después de nacer.
Dannette y Jeanette estaban matriculadas como estudiantes en el instituto Lucy Laney. Las gemelas eran conocidas por ser buenas compañeras, nada problemáticas; no tenían antecedentes de fugas y no parece haber ningún motivo para su desaparición. Las gemelas no tenían antecedentes de mal comportamiento, aparte de un único caso que se produjo como resultado del acoso de una de las gemelas en una parada de autobús.

## Investigación

### Investigación inicial
Tras descubrirse la desaparición de las jóvenes, se dijo a la familia que esperara 24 horas antes de presentar una denuncia. Se sabe poco sobre la investigación inicial, ya que el expediente policial original se ha perdido. Hay mucho debate sobre el motivo exacto por el que se cerró el caso inicialmente. La familia afirma que les dijeron que el caso se cerró cuando las chicas cumplieron 17 años porque habían alcanzado una edad en la que ya no se las podía obligar legalmente a volver a casa si las encontraban. 
El investigador original afirma que un funcionario del caso de menores le dijo que las chicas habían sido encontradas, lo que llevó tanto al cierre del caso como a la eliminación de las jóvenes del registro nacional de niños desaparecidos. Los errores en los informes de la investigación original, como escribir mal el apellido como "Millbrooks" y poner el segundo nombre de Jeannette como "Latressa", han permanecido inalterados en los archivos del caso y aún hoy pueden encontrarse en bases de datos asociadas, como The Charley Project y National Center for Missing and Exploited Children.

### Reapertura de 2013
A pesar de que el caso se cerró en 1991, los familiares siguieron poniéndose en contacto insistentemente con el departamento del sheriff para preguntar por el paradero de las gemelas a lo largo de los años. La familia recibió varias explicaciones sobre el cierre del caso, incluida la explicación de que las muchachas habían sido sacadas del hogar y colocadas en hogares de acogida, donde finalmente fueron adoptadas. Una investigación posterior reveló que esto era falso. Un pariente cercano sí tenía hijas en el sistema de acogida, lo que llevó a la familia a creer que ese era el origen de la confusión. Estas llamadas condujeron finalmente a la reapertura del caso en 2013. En comunicados de prensa se citó al sheriff diciendo: "Creemos que se ha cometido una terrible injusticia durante los últimos 20 años", lo que contribuyó a avivar el interés por la nueva investigación. La agencia investigadora actual es la Oficina del Sheriff del condado de Richmond.
Aunque en 2017 la oficina del Sheriff se reunió con la familia Millbrook para discutir el caso y recoger muestras de ADN familiar, a partir de 2019 no está claro si el caso sigue siendo investigado por la policía local.

### Recompensa y cartel publicitario
Los productores del podcast The Fall Line han tomado un papel activo en la búsqueda de Dannette y Jeannette, y ayudaron a recaudar una recompensa de 10 000 dólares. Una reunión con el departamento del sheriff llevó a la familia Millbrook a creer que la recompensa sería anunciada oficialmente e igualada por el departamento del sheriff, pero el departamento del sheriff niega haber hecho este compromiso.
Preocupados por la falta de publicidad de la recompensa, los productores de The Fall Line y del podcast Unresolved trabajaron juntos para recaudar dinero para una valla publicitaria para anunciar el fondo de recompensa. A partir de marzo de 2018, se recaudaron un poco más de 2 500 dólares y los planes estaban en marcha para crear la valla publicitaria.

### Desconocida del condado de Aiken de 1993
Los restos esqueléticos de una mujer negra no identificada fueron encontrados en el condado de Aiken de Carolina del Sur el 25 de enero de 1993 y se cree que son el resultado de un homicidio ocurrido en algún momento entre 1990 y 1992. Los restos fueron encontrados cerca de Shaw's Creek en la carretera 191, en dicho condado. Dicha mujer sigue sin ser identificada y se la conoce como una de las Jane Does del condado de Aiken. La familia cree firmemente que las reconstrucciones faciales de estos restos se parecen y podrían ser Jeannette. Cuando se encontraron los restos, se dijo a la familia que no se trataba de ninguna de las gemelas. Sin embargo, a la familia no se le dio una razón. Según se informa, a partir de agosto de 2017, la oficina del forense tiene planes para comparar el ADN de la desconocida del condado de Aiken con el ADN familiar. Después del análisis se descubrió que los restos óseos encontrados no pertenecían a ninguna de las gemelas.

### Conexión con Joseph Patrick Washington
Joseph Patrick Washington era muy activo en el vecindario de las jóvenes y algunos creen que puede haber estado implicado en la desaparición. Washington fue condenado a 17 cadenas perpetuas consecutivas en 1995 por numerosas condenas penales relacionadas con secuestros y agresiones sexuales a 5 mujeres, tres de las cuales sobrevivieron. Se enfrentaba a la pena de muerte por el asesinato de Marilyn Denise Kelly y era sospechoso del de Loretta Dukes, pero murió en 1999 antes de que comenzara el juicio.

## Familia
La madre de las gemelas era Mary "Louise" Sturgis. Estuvo muy involucrada en tratar de encontrar a sus hijas. La hermana de las gemelas, Shanta Sturgis, también se ha convertido en una defensora vocal en la búsqueda. Las llamadas persistentes al departamento del sheriff de Shanta provocaron la reapertura del caso en 2013. Shanta ha sido muy crítica tanto con la investigación inicial como con la actual. Dannette y Jeannette tienen ocho hermanos. Esto causó cierta confusión tras su desaparición, ya que a menudo se confundía a su hermana con una de las gemelas.